# こんにちは。
『こんにちは。』は、2008年1月15日に発売された羊毛とおはなの2作目のスタジオ・アルバムである。

## 解説
オリジナル曲とカバー曲から成る前作の『LIVE IN LIVING '07』とは異なり、全作品がオリジナル曲で構成された初めてのアルバムである。7曲を収録しており、メンバーの市川和則は本作をミニアルバムとしている。
歌とギターのみの編成であった前作に収録された3曲のバンドバージョンを含んでいる。メンバーの千葉はなは、前作をデッサンとすると、本作は色づけして完成されたものであると語っている。

## 収録曲
特記以外は、作詞：千葉はな、作曲：市川和則
1. falling
  - 作詞：千葉はな、作曲：コリーヌ・ベイリー・レイ、編曲・プロデュース：冨田恵一
2. 風に吹かれて
  - 作詞：千葉はな・市川和則、作曲：市川和則
3. ララルラ ララルラ（バンドバージョン）
  - 『LIVE IN LIVING '07』収録曲のバンドバージョン。
4. 揺れる
5. 手のひら（バンドバージョン）
  - 『LIVE IN LIVING '07』収録曲のバンドバージョン。
6. 波音
  - 作詞：西田恵美、作曲：市川和則
  - ミニアルバム『LIVE IN LIVING』収録曲。
7. 輪
  - 作詞・作曲：市川和則
8. おまもりのうた（バンドバージョン）
  - 『LIVE IN LIVING '07』収録曲のバンドバージョン。